# Cryptophaea yunnanensis
Cryptophaea yunnanensis – gatunek ważki z rodziny Euphaeidae.